# Arturs Krišjānis Kariņš
Arturs Krišjānis Kariņš (Wilmington, 1964. december 13. –) amerikai-lett politikus, nyelvész, üzletember  Lettország miniszterelnöke 2019 és 2023 között, korábban Lettország gazdasági minisztere, 2023-tól külügyminiszter. 2024.  március 28-án bejelentette lemondását a külügyminiszteri posztról, miután közpénzek indokolatlan igénybevételével gyanusították meg.

## Életpályája
Az Amerikai Egyesült Államokban született. Szülei az 1944-es szovjet megszállás idején hagyták el Lettországot. A Pennsylvania Egyetemen szerzett nyelvészi diplomát. 1996-ban doktori( PhD) fokozatot szerzett nyelvészet és természetesnyelv-feldolgozás témakörében.
Politikusi pályája során 2004 és 2006 között gazdasági miniszter volt. 2009. július 14. és 2019. január 23.. között az Európai Parlament tagja volt.
Miniszterelnökként 2019. január 23-án lépett hivatalba. 2019. április 11-én túlélt egy bizalmi szavazást (58:33 arányban).
2024. március 28-án bejelentette, hogy április 10-i hatállyal lemond külügyminiszteri tisztségéről, miután a lett főügyészség büntetőeljárás indítását kezdeményezte közpénzekkel való visszaélés miatt és átadta a lett Korrupciómegelőzési és Korrupcióellenes Hivatalnak az ehhez kapcsolódó iratokat, amelyek magánrepülőgépes szolgáltatások igénybevételére vonatkoznak.

## Forrás
- Krišjānis Kariņš | Ministru kabinets (angol nyelven). www.mk.gov.lv. (Hozzáférés: 2024. március 29.)